# Церковь душ Кармелиташ (Порту)
Церковь душ Кармелиташ (порт. Igreja dos Carmelitas) — католическая церковь в городе Порту, Португалия, расположенная в районе Витория, неподалёку от церкви Клеригуш. Построена в стиле барокко в  начале XVII века Орденом кармелитов. 
Основная часть здания была построена между 1616 и 1628 годами. Внутреннее убранство было завершено в 1650 году. Позже, во второй половине XVIII века, рядом с ней Орденом кармелитов была построена Церковь ду Карму. Поскольку в то время строительство двух церквей вместе не было разрешено, между ними было сделано жилое помещение Casa Escondida do Porto (с порт. — «Скрытый дом») шириной немногим более полутора метров. Оно служило резиденцией некоторым капелланам, а в некоторых случаях в нём также размещались художники, работавшие над украшением церкви, и врачи, работавшие в больнице, принадлежащей ордену.
3 мая 2013 года обе церкви ду Карму и душ Кармелиташ получили статус национального памятника Португалии.